# Sünder ohne Zügel
Sünder ohne Zügel (Pecadores sin riendas, en español) es el quinto álbum de estudio de la banda alemana de folk metal In Extremo.
Sünder ohne Zügel cuenta con varios temas de importante trascendencia entre los fanes de la banda, tales como "Wind" (canción luego incluida en el Single de 2001 Unter dem Meer, Bajo el Mar), "Vollmond" (el cual contiene la canción homónima, "Merseburger Zaubersprüche (Dreizack/ Turnstyle Remix)", "Vollmond (Island Bros. Remix)" Y "Pavane/ Vollmond (Enhanced Videotrack"), "Die Gier" y la aclamada canción en latín "Omnia Sol Temperat" original del Carmina Burana.

## Lista de canciones
| N.º   | Título                                | Escritor(es)            | Duración |  |
| 1.    | «Wind» (Viento)                       | In Extremo              | 4:26     |  |
| 2.    | «Krummavisur»                         | Thoroddsen, Tradicional | 3:49     |  |
| 3.    | «Lebensbeichte»                       | Burana, In Extremo      | 4:40     |  |
| 4.    | «Merseburger Zaubersprüche II»        | In Extremo, Tradicional | 4:22     |  |
| 5.    | «Stetit Puella»                       | Burana, In Extremo      | 4:05     |  |
| 6.    | «Vollmond» (Luna llena)               | In Extremo              | 4:01     |  |
| 7.    | «Die Gier» (La Codicia o La Avaricia) | In Extremo              | 3:47     |  |
| 8.    | «Omnia Sol Temperat»                  | Burana, In Extremo      | 4:15     |  |
| 9.    | «Le'or Chiyuchech»                    | In Extremo, Neemann     | 3:11     |  |
| 10.   | «Der Rattenfänger»                    | Goethe, In Extremo      | 4:15     |  |
| 11.   | «Óskasteinar»                         | Halldórsdóttir ...      | 3:24     |  |
| 12.   | «Nature Nous Semont»                  | De Beaumont, In Extremo | 4:33     |  |
| 13.   | «Unter Dem Meer» (Bajo el mar)        | In Extremo              | 5:14     |  |
| 54:09 |                                       |                         |          |  |